# جون راسل، الدوق السادس من بيدفورد
جون راسل، الدوق السادس من بيدفورد (بالإنجليزية: John Russell, 6th Duke of Bedford)‏ (و. 1766 – 1839 م) هو عالم نبات من مملكة بريطانيا العظمى . تولى منصب اللورد ملازم أول من أيرلندا، وعضو مجلس الشعب في برلمان بريطانيا العظمى .
وهو عضو في حزب الأحرار البريطاني .